# Північна півкуля

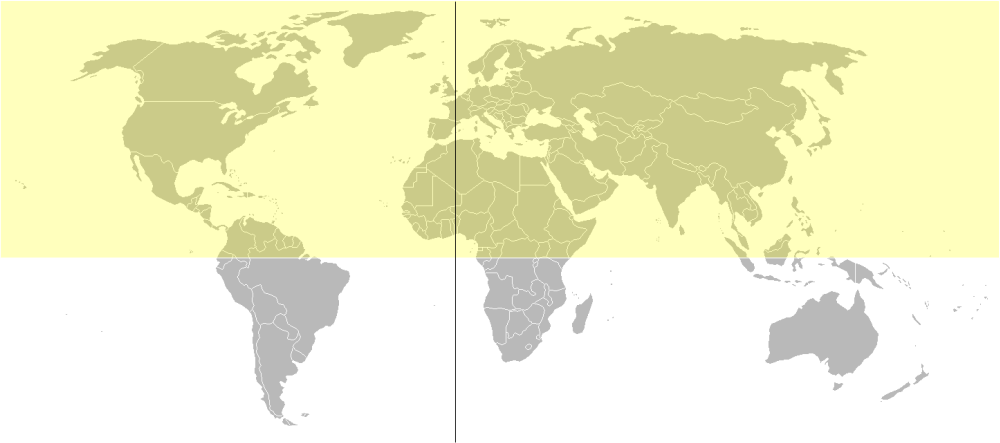
Територія Північної півкулі виділена жовтим

45° пн. ш. 0° сх. д. / 45° пн. ш. 0° сх. д.
Півні́чна півку́ля — частина Землі, розташована на північ від екватору. У Північній півкулі розташовуються Північна Америка, Євразія та частини Південної Америки, Африки та Океанії.

## Особливості
Літо у Північній півкулі триває з червня по серпень, а зима — з грудня по лютий.
Через силу Коріоліса зони низького тиску і буревії у Північній півкулі обертаються майже весь час у лівий бік, тобто проти годинникової стрілки. У Північній півкулі зосереджено значно більше суходолу, ніж у Південній.

## Країни та континенти
Країни Африки, розміщені в Північній півкулі:
- Алжир
- Бенін
- Буркіна Фасо
- Гамбія
- Гана
- Гвінея-Бісау
- Джибуті
- Екваторіальна Гвінея
- Еритрея
- Ефіопія
- Єгипет
- Західна Сахара
- Кабо-Верде
- Камерун
- Кенія
- Кот-д'Івуар
- Ліберія
- Лівія
- Мавританія
- Малі
- Марокко
- Нігер
- Нігерія
- Сенегал
- Сомалі
- Судан
- Сьєрра-Леоне
- Того
- Туніс
- Уганда
- Центральноафриканська Республіка
- Чад

Країни Океанії, розміщенні в Північній півкулі:
- Маршаллові острови
- Мікронезія
- Палау

Країни Південної Америки, розміщені в Північній півкулі:
- Венесуела
- Гаяна
- Колумбія
- Суринам
- Французька Гвіана